# Попов, Евгений Алексеевич (психиатр)
Евгений Алексеевич Попов (1899—1961) — советский учёный и педагог, психиатр, доктор медицинских наук, профессор, действительный член АМН СССР (1957; член-корреспондент с 1946).

## Биография
Родился 6 февраля 1899 года в Москве.
С 1919 по 1924 год обучался в Харьковском государственном медицинском институте.
С 1932  по 1941 год на клинической работе в Харьковской психиатрической клинике в должности заведующего. С 1938 по 1941 год одновременно с клинической занимался и педагогической работой в Харьковском институте усовершенствования врачей в должности заведующего кафедрой психиатрии. 
С 1941 по 1951 год на научной работе в Украинском психоневрологическом институте в должности заместителя директора этого института по науке. С 1934 по 1938 и с 1943 по 1951 год помимо научной занимался и педагогической работе в Харьковском государственном медицинском институте в должности — заведующий кафедрой психиатрии. 
С 1951 по 1960 год на педагогической работе в Первом Московском государственном медицинском институте в должности — заведующий кафедрой психиатрии. С 1960 по 1961 год на научной работе в Институте психиатрии АМН СССР в должности — заместителя директора по науке.

### Научно-педагогическая деятельность и вклад в науку
Основная научно-педагогическая деятельность Е. А. Попова была связана с вопросами в области психиатрии, психопатологии и изучения биологических основ психических заболеваний. В 1934 году под его руководством впервые была показана роль бессонницы в возникновении делирия и в 1935 году был разработан способ его купирования, получивший распространение в практической деятельности. Им была разработана концепция стадийного развития галлюцинаторных образов. 
Е. А. Попов являлся — заместителем председателя Всесоюзного и председателем Правления Всероссийского научных обществ невропатологов и психиатров. В 1939 году был избран почётным членом Чехословацкого медицинского научного общества имени Яна Пуркинье.
В 1940 году защитил докторскую диссертацию по теме: «Материалы к клинике и патогенезу галлюцинаций», в 1964 году ему было присвоено учёное звание профессор.  В 1946 году он был избран член-корреспондентом, а в 1957 году — действительным членом АМН СССР. Под руководством Е. А. Попов было написано около ста тридцати научных работ, в том числе  монографий. Е. А. Попов являлся членом редакционных коллегий научно-медицинского журнала «Невропатология и психиатрия» и «Советская психоневрология», так же являлся — заместителем ответственного редактора редакционного отдела «Психиатрия» второго издания Большой медицинской энциклопедии.
Скончался 9 июня 1961 года в Москве, похоронен на Новодевичьем кладбище.

## Награды
- Орден Трудового Красного Знамени